# Сіручок (водоспад)
Сіручо́к — водоспад в Українських Карпатах (масив Покутсько-Буковинські Карпати). Геологічна пам'ятка природи місцевого значення в Україні. 
Розташований у межах Вижницького району Чернівецької області, на схід від села Товарниця. 
Площа природоохоронної території — 0,5 га. Статус присвоєно згідно з рішенням 18-ї сесії обласної ради XXI скликання від 21.12.1993 року. Перебуває у віданні: Карпатський держспецлісгосп АПК (Розтоківське лісництво, кв. 41, вид. 9). 
Загальна висота падіння води — бл. 4 м (за іншими даними — 2,5 м). Водоспад утворився в місці, де струмок Сіручок (ліва притока Товарниці) перетинає стійкі до ерозії товсторитмічні пісковики.